# Alice (cantante)
Carla Bissi (Forlì, Forlì-Cesena; 26 de septiembre de 1954), más conocida por su nombre artístico Alice (pronunciado en italiano: "Aliche"), es una cantante de pop italiana.

## Biografía
En 1971 se da a conocer ganando el premio del Festival de Castrocaro, con la interpretación personal di Tanta voglia di lei, clásico de Pooh. Al año siguiente, participa en el Festival de Sanremo con la canción Il mio cuore se ne va, pero no consigue llegar a la final. También de ese año data La festa mia, escrita por Franco Califano, que es premiada con la Góndola de plata, en la Muestra di música ligera de Venecia.
Tras este éxito, se pierde la pista de Alice durante un tiempo, pero en 1975 publica su primer álbum La mia poca grande età, con el nombre de Alice Visconti. De este disco salen dos sencillos Io voglio vivere y Piccola anima, que entra en las listas italianas. En 1977 publica su segundo elepé, titulado Cosa resta...un fiore, con los sencillos ...E respiro y Un'isola. En este segundo trabajo la voz ya presenta un timbre muy particular, caracterizado por los tonos bajos.
En 1980 Alice pierde su apellido Visconti, firma por la EMI, y ficha con un nuevo productor Angelo Carrara, que es el mismo que produce a Franco Battiato. Tras el encuentro con este, la joven cantante inicia el perfeccionamiento de sus composiciones. Junto a Battiato y a Francesco Messina graban Il vento caldo dell'estate, su primer gran éxito. También en este año sale el disco Capo Nord, donde se deja ver con claridad la influencia de Battiato en los arreglos.
En 1981, junto a Battiato y a Giusto Pio componen Per Elisa, y deciden presentarlo al Festival de Sanremo, donde contra todo pronóstico se clasifica en primer lugar. Con el premio en las manos, decide dar el primer tour por Europa, que junto a su nuevo disco Alice (álbum de 1981) (que sale unos pocos meses después del festival) y se publica también en Alemania, país donde tendrá bastante fama, consigue un éxito masivo.

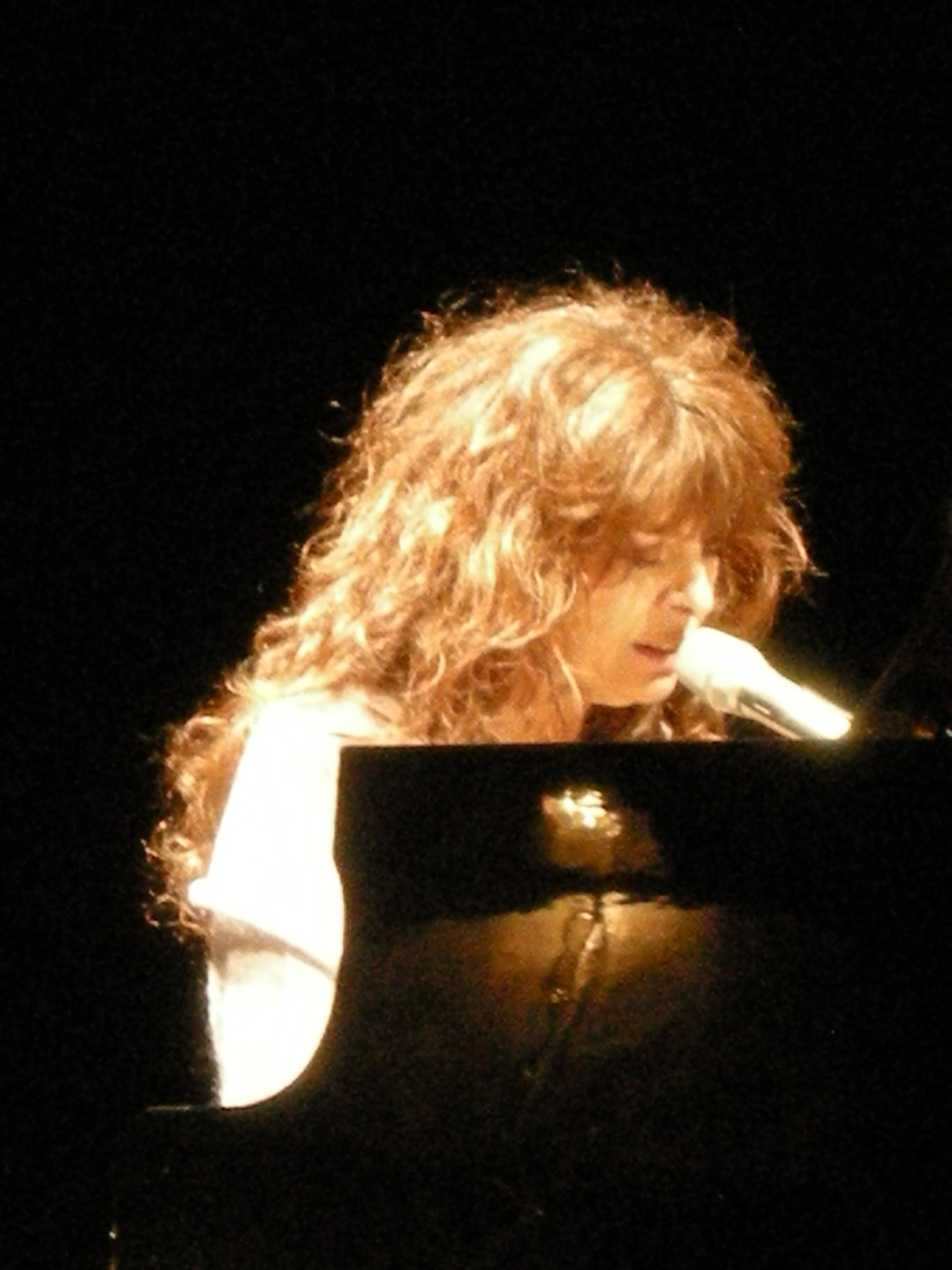
Alice (2009).

En 1982 sale el sencillo Messaggio, que se convierte inmediatamente en uno de los grandes éxitos del verano y que confirma la imagen elegante de la artista al público: en el texto contribuye también Franco Battiato, bajo el pseudónimo de Kui. En el mismo año, Alice y Battiato hacen un dúo en la canción Chan-son egocentrique, sencillo extraído de su álbum Azimut. En 1983 vence en pareja junto a su colega Nada en el programa de televisión Azzurro. Publicó Falsi allarmi, un nuevo LP, pero con el que no consigue el éxito de trabajos anteriores. De él se extraen sencillos como Notte a Roma.
En 1984, Alice vuelve a ser protagonista de éxitos en Europa: Hace un dúo con el cantante alemán Stephen Waggershausen, en el tema Zu nah am feuer (número 1 en Suiza y Austria); y participa en Eurovisión junto a Franco Battiato, presentando la inolvidable I treni di Tozeur, clasificándose en el quinto lugar.
En 1985 publica el álbum Gioielli rubati, la última producción de Angelo Carrara, un tributo a Franco Battiato con la colaboración de Roberto Cacciapaglia. El sencillo de mayor éxito fue Prospettiva Nevsky. El álbum entra en las listas también en países como Austria y Alemania, y Alice obtiene el prestigioso Premio Tenco a la mejor interpretación del año. En 1986, se le une un nuevo productor, Francesco Messina, con el que publica Park Hotel y que se convertirá a partir de ahora en el productor de todos sus trabajos venideros. En este disco participan muchos músicos excepcionales, tales como Jerry Marotta, Phil Manzanera, Tony Levin y, sobre todo, Michele Fedrigotti. Con este álbum se puede decir que Alice consigue más fama en Alemania que en Italia.
En 1987, la cantante realiza Elisir, un álbum que recoge algunas piezas de anteriores trabajos, reorientados con nuevos arreglos, además de incluir dos temas nuevos. Gana el Golden Europe, por los éxitos conseguidos en el extranjero, mientras que en Japón sale otro recopilatorio, Kusumakura, que recupera material de sus últimos dos elepés. En el mismo año, la artista hace una gira acompañada por Michele Fedrigotti al piano, en la que Alice canta temas de Satie, Fauré y Ravel. El álbum de 1988 Mélodie passagère es el resultado de esta experiencia.
En 1989 Alice publica Il sole nella pioggia, obra maestra que le abre las puertas a unas dimensiones mayormente espirituales y que por esto se sirve de textos escritos por Juri Camisasca (autor tres años antes de Nomadi). Sobresalen Tempo senza tempo, L'era del mito y la expléndda Anìn à gris probablemente un homenaje a Friul, donde la artista vive. Visioni es el sencillo extraído del disco. El álbum permanece en las listas varias semanas. Participan, entre otros Paolo Fresu, Steve Jansen y Richard Barbieri (ex Japan), Dave Gregory de los XTC, John Hassell, Kudsi Ergunere. En otros lindes, Alice hace un dúo con Peter Hammil en Now and Forever.
En 1992 sale Mezzogiorno sulle Alpi, álbum más hermético en el cual la artista alcanza su madurez artística. También interpreta La recessione, un texto de Pier Paolo Pasolini, musicalizado por Mino Di Martino. Le sigue una gran gira europea, en la que tiene la colaboración entre otros de Danny Thompson, Gavin Harrison o Jakko Jakszyk.
En mayo de 1994 es protagonista de algunos conciertos con la orquesta sinfónica de Arturo Toscanini para el proyecto Art & Decoration que compila música de Ives, Sadero, Montsauvage y otros. Tras dejar la EMI por haber publicado un remix de Chan-son egocentrique sin su permiso, Alice contrata con la WEA, publicando el álbum Charade, de 1995, en el que destacan textos realmente introspectivos, melodías básicas, y duetos con músicos como (Trey Gunn, Steward Gordon, Paolo Fresu y el California Guitar Trio).
En 1998 sale a la luz Exit, álbum en el que hay espacio para la electrónica. Alice firma el tema de apertura Dimmi di sí, y algunas otras, aunque siempre en colaboración con Francesco Messina, mientras que Open your Eyes, cantada a dúo con Skye de los Morcheeba, está firmada por Juri Camisasca e Peter Hammill. Súbito nace el proyecto God Is my Dj, en el que gira por iglesias, producto de este trabajo es la salida del disco de 1999 de nombre homónimo God Is my Dj.
En el año 2000, Alice participa de nuevo en el Festival de Sanremo, con otro tema de Juri Camisaca titulado Il giorno dell'indipendenza y se publica el CD Personal Juke-box en el que vienen algunos cortes históricos remozados. Pero la artista habría optado por un nuevo elepé en el proyecto Le parole del giorno prima. De hecho, su siguiente álbum llega en un intento de reintroducir la poesía en las canciones, formando Viaggio in Italia (2003): homenajeando a escritores como Ivano Fossati, Fabrizio De André, Francesco De Gregori, Francesco Guccini, Giorgio Gaber, entre otros.
En 2012 publica su álbum Samsara, que contiene un SG escrito por Tiziano Ferro: Nata ieri.
De febrero a abril de 2016, Alice participa con Franco Battiato en una gira italiana de treinta y dos fechas, acompañada por la Orquesta Sinfónica Ensemble. El espectáculo alterna momentos en los que los dos artistas actúan individualmente con algunos dúos (entre ellos E ti vengo a cercare, Sentimiento Nuevo, I treni di Tozeur). La gira se agotó en todas las fechas, hasta el punto de que en julio se volvieron a realizar siete espectáculos más. El 4 de noviembre de 2016 se lanzó el CD/DVD en vivo de la gira, titulado Live in Roma.
El 25 de noviembre de 2022 se publicó el disco Eri con me, en el que Alice, acompañada al piano por el maestro Carlo Guaitoli y por I Solisti Filarmonici Italiani, reinterpreta 16 canciones del repertorio de Franco Battiato.

## Discografía

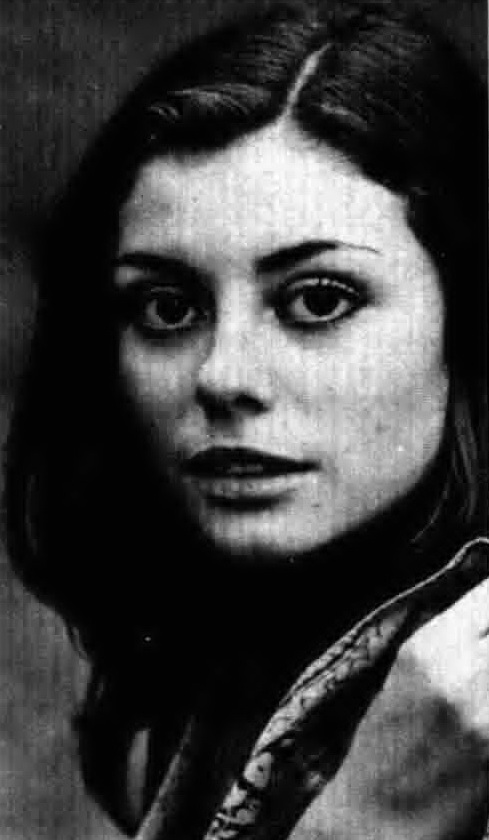
Foto de 1973, publicada en la revista Radio corriere.

### Como Carla Bissi[17]
- 1972 - Il mio cuore se ne va / Un giorno nuovo
- 1972 - La festa mia / Fai tutto tu
- 1973 - Il giorno dopo / Vivere un po' morire un po'

### Como Alice Visconti

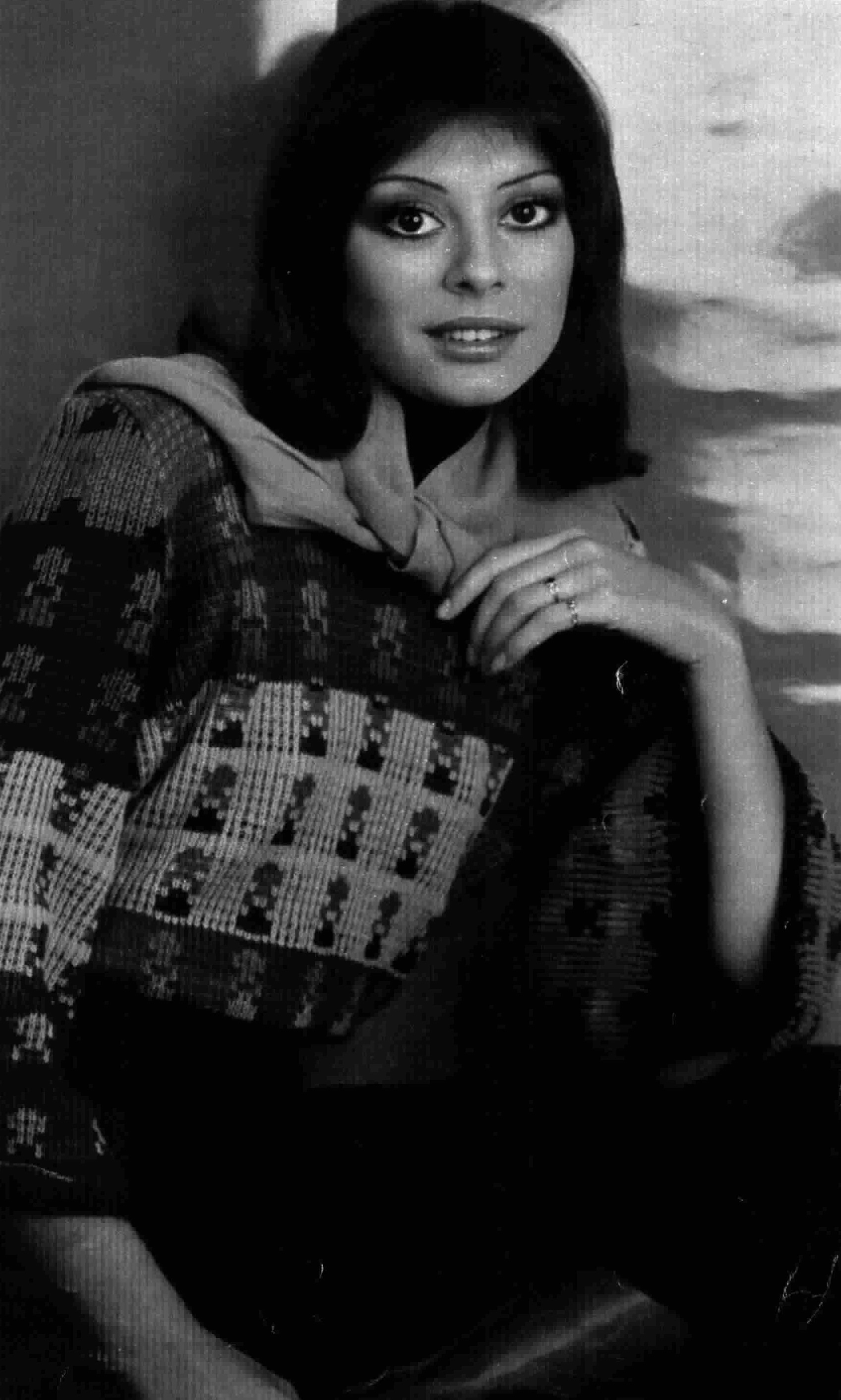
Foto de 1975, publicada en la revista Radio corriere.

### Como Alice Visconti[18]
- 1975 - La mia poca grande età
- 1978 - Cosa resta... un fiore

### Como Alice[19]
- 1980 - Capo Nord
- 1981 - Alice (álbum de 1981)
- 1982 - Azimut
- 1983 - Falsi allarmi
- 1985 - Gioielli rubati
- 1986 - Park Hotel
- 1987 - Elisir
- 1988 - Mélodie passagère
- 1989 - Il sole nella pioggia
- 1992 - Mezzogiorno sulle Alpi
- 1995 - Charade
- 1998 - Exit
- 1999 - God Is My Dj
- 2000 - Personal Juke Box
- 2003 - Viaggio in Italia
- 2009 - Lungo la strada
- 2012 - Samsara
- 2014 - Weekend
- 2021 - Eri con me

Colaboraciones
- 1995 - Tributo ad Augusto

## Recopilatorios
- 1979 - Mi chiamo Alice (Record Bazar)
- 1984 - Alice (álbum CGD) (CGD)
- 1986 - Alice (álbum EMI) (EMI)
- 1988 - Kusamakura (Japón) (Odeon, EMI)
- 1994 - Il vento caldo dell'estate (EMI)
- 1995 - Viaggiatrice solitaria (EMI)
- 1997 - Alice canta Battiato (EMI)
- 1998 - I primi passi (On Sale Music)
- 2000 - I grandi successi di Alice (Olanda) (Disky)
- 2001 - Collezione (EMI)
- 2003 - Le signore della canzone (EMI)
- 2004 - Made in Italy (álbum) (EMI)
- 2005 - Studio Collection (EMI)
- 2005 - The Best of Alice (EMI)
- 2006 - Le più belle canzoni di Alice (WEA)
- 2006 - Le più belle canzoni di Alice (EMI)
- 2006 - Collezione Italiana (EMI)
- 2006 - D.O.C. (EMI)
- 2006 - The Best Of - Platinum (EMI)